# Ludovic Sylvestre
Ludovic Sylvestre (Le Blanc-Mesnil, 5 de febrer de 1984) és un futbolista professional francès, originari de Guadalupe. Ocupa la posició de migcampista.
Comença a destacar al planter del Guingamp i el Racing d'Estrasburg. El 2002 debuta amb el RSC Nancy. Posteriorment ha militat al Kayserispor turc, al FC Barcelona i a l'Sparta Praga, que el va cedir al Viktoria Plzeň. El 2008 fitxa pel FK Mlada Boleslav.
És internacional per la selecció de Guadalupe.